# Basilica di Santa Maria Maggiore (Lomello)

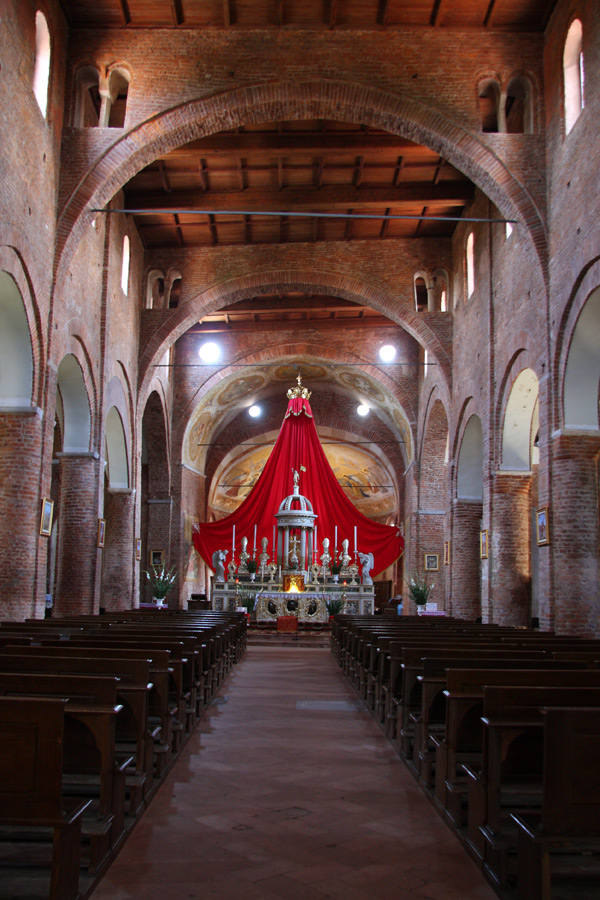
La navata centrale

La basilica di Santa Maria Maggiore si trova a Lomello, in provincia di Pavia, ed è una delle più interessanti testimonianze architettoniche del cosiddetto romanico lombardo, segnato profondamente dall'influenza oltralpina dell'architettura ottoniana. In Italia è la chiesa con le volte a crociera più antiche (quelle solo sulle navate laterali, segno di un periodo di transizione).

## Storia
Tra i pochi dati che possono riferirsi con certezza alla fase attualmente ancora esistente della basilica possiamo annoverare il privilegio di papa Pasquale II, datato 22 agosto 1107, con il quale si autorizza il parroco di Santa Maria a portare la mitria ed il pastorale, e gli si conferisce il potere di conferire alcuni ordini minori.
La chiesa fa parte di un complesso con battistero che fu costruito tra il 1025 e il 1040 secondo le tesi del Porter.
Nel XVIII secolo la chiesa fu sottoposta a una ristrutturazione che comportò sia una mutazione l'aspetto della parte anteriore sia la sostituzione dell'originaria copertura a cassettoni con una volta a botte.

## Descrizione
La basilica è a tre navate absidate con un transetto più basso del corpo longitudinale. Fu una delle prime chiese in Italia ad essere coperta con volte a crociera nelle navate laterali, prima che si diffondesse lo stile romanico. La facciata era originariamente solidale con le antiche mura castellane; dopo un dissesto o un crollo, che alcuni assegnano al terremoto del 1117, le prime tre campate furono abbandonate e si costruì una facciata chiudendo uno degli archi diaframma.
La particolare originalità risiede nei grandi archi diaframma che attraversano la navata, alleggeriti a traforo da coppie di bifore, ciascuna delle quali è dotata di colonnina e capitello a gruccia. L'alternanza fra pilastri con arco trasversale e pilastri semplici sembrerebbe prefigurare l'impiego di una copertura a volta, ma in realtà non mancano esempi di archi diaframma senza che fosse prevista una copertura in muratura. I pilastri che non sorreggono gli archi diaframma sono continuati da lesene fino al claristorio, mentre gli archi longitudinali (quelli che separano le navate) insistono su semicolonne che insieme allo spessore della lesena, leggermente aggettante, formano il pilastro. Pareti, pilastri e capitelli sono tutti formati da mattoni.
Le navate minori, seppur ricostruite (sempre secondo il Porter, intorno al 1300), erano comunque già presenti nella fase più antica. Importante il corredo decorativo, con numerosi frammenti superstiti di decorazione figurativa a stucco. Scavi eseguiti nel 1944 hanno portato al disseppellimento di una cripta, del tipo ad oratorio, con volte a crociera. Apparentemente incompiuta, la cripta è databile attorno al 1000: risalirebbe pertanto a una fase anteriore della chiesa.